# Hidegkút
Hidegkút is een plaats (község) en gemeente in het Hongaarse comitaat Veszprém. Hidegkút telt 419 inwoners (2001).